# St. Maria Magdalena (Buchbrunn)

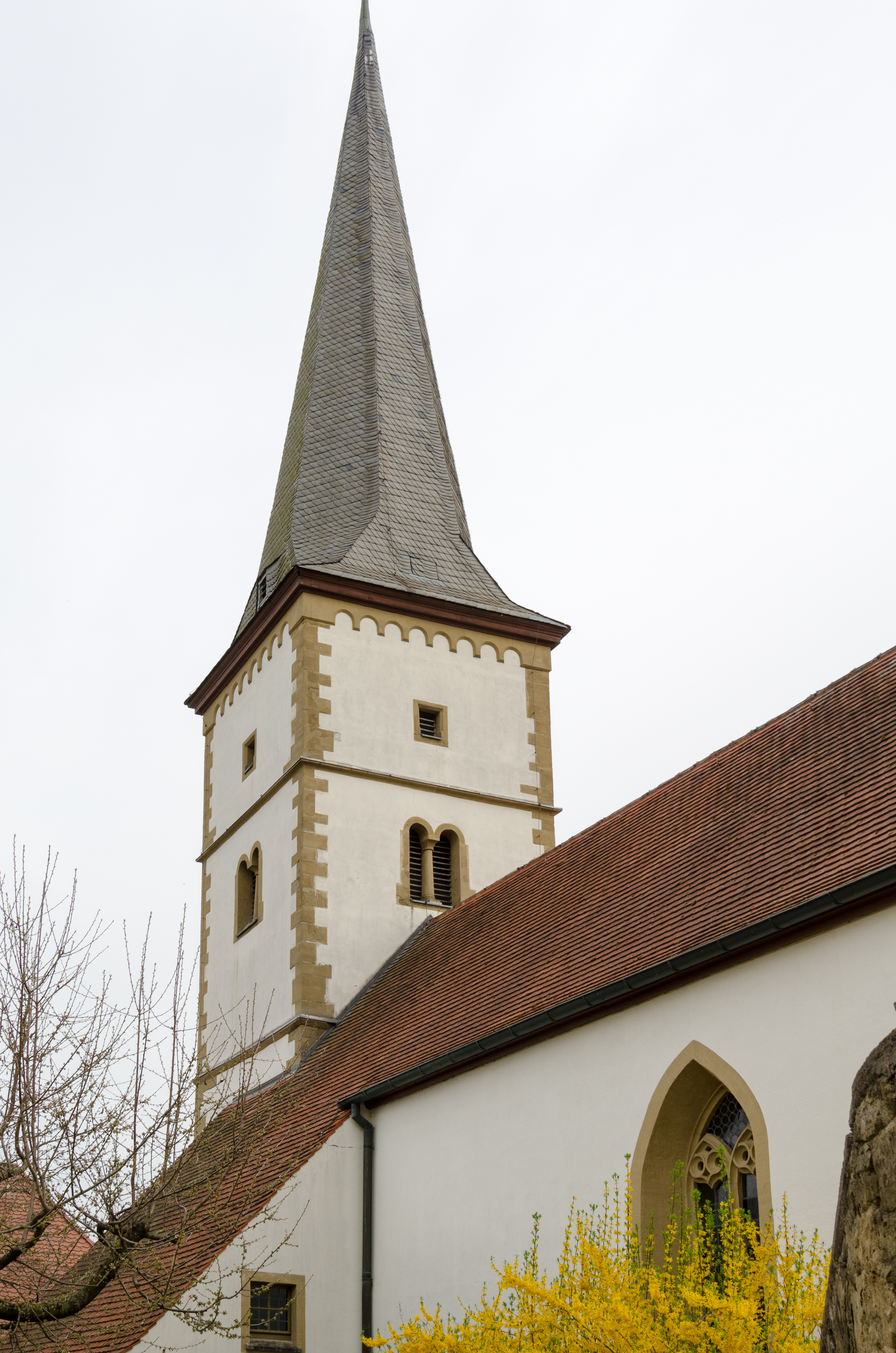
Die Kirche in Buchbrunn

Die Kirche St. Maria Magdalena im unterfränkischen Buchbrunn im Landkreis Kitzingen ist die evangelisch-lutherische Pfarrkirche des Ortes. Das Gotteshaus steht in der Kirchgasse im historischen Dorfkern. Sie gehört zum Evangelisch-Lutherischen Dekanat Kitzingen. Daneben gibt es die katholische Filialkirche Mariä Himmelfahrt in dem Ort.

## Geschichte
Die Geschichte der Kirche ist eng mit der des Ortes Buchbrunn verbunden. Das Dorf erhielt mit dem Benediktinerinnenkloster Kitzingen einen mächtigen Grundherren. Die Nonnen sorgten dafür, dass schon früh eine Kapelle in Buchbrunn gebaut wurde. Dieses Kirchlein wurde im 12. Jahrhundert mit dem noch erhaltenen Wehrturm überbaut. Die romanische Kirche war der Pfarrei Mainstockheim zugeordnet.
Im 15. Jahrhundert fragte Äbtissin Margaretha III. von Hirschberg beim Würzburger Fürstbischof Rudolf II. von Scherenberg an, ob die Dorfbewohner die Kapelle zu einer Kirche ausbauen dürften. Erst unter ihrer Nachfolgerin Magdalena von Leonrod konnte das Gotteshaus gebaut werden, das im Jahr 1480 der heiligen Maria Magdalena geweiht wurde. Zuvor war die Filialkapelle in Buchbrunn bereits zu einer Vikarie erhoben worden.
Wahrscheinlich wurde die Kirche nach ihrer Weihe bald zur Pfarrkirche erhoben und löste sich so aus der Verbindung zu Mainstockheim. Erster Pfarrer war Nikolaus Jäger, der den Taufstein für die Magdalenenkirche stiftete. Sein Nachfolger Martin Korner war bereits der erste evangelisch-lutherische Pfarrer der Kirche. In Buchbrunn, das mittlerweile unter den Einfluss der protestantischen Markgrafen von Ansbach gekommen war, wurde um 1528 die Reformation eingeführt.
Zu Beginn des 17. Jahrhunderts wurde in der Magdalenenkirche ein Simultaneum eingerichtet, sodass bis 1805 sowohl die evangelischen als auch die katholischen Buchbrunner die Kirche besuchten. 1611 wurde der Friedhof, der ursprünglich die Kirche umgab, an den Ortsrand verlegt. Während des Dreißigjährigen Krieges wurde zeitweise wieder katholischer Gottesdienst in der Kirche abgehalten. Zwischen 1629 und 1631 sowie zwischen 1635 und 1651 predigten katholische Pfarrer in Buchbrunn. Die Kriegswirren führten dazu, dass die Pfarrei wieder aufgelöst wurde.
Im Jahr 1666 schlossen sich die Gemeinden Buchbrunn und Repperndorf zusammen und teilten sich fortan die Pfarrstelle. Erst 1855 wurde die Verbindung aufgelöst. Der Dreißigjährige Krieg hatte das Gotteshaus in Mitleidenschaft gezogen, erst im Jahr 1683 erneuerte man die Kirche. Dabei wurde das Langhaus verlängert und der Turm auf die heutige Höhe aufgestockt. Die Ausstattung erfuhr nach der Renovierung auch einige Erneuerungen.
Im Jahr 1791 wurde die Sakristei neu gebaut, 1939 wurde der Innenraum renoviert. Zwischen 1963 und 1964 wurde die Magdalenenkirche innen und außen erneuert. Die Neuweihe nahm der Oberkirchenrat Koch vor. Seit 1982 sind die Gemeinden Buchbrunn und Repperndorf wieder verbunden. Die Kirche wird vom Bayerischen Landesamt für Denkmalpflege als Baudenkmal eingeordnet.

## Architektur
Die Magdalenenkirche ist geostet und besitzt einen romanischen Chorturm als ältesten Teil des Gotteshauses. Der Turm mit rechteckigem Grundriss ist seit 1683 35 m hoch, in vier Geschosse gegliedert und besitzt einen achtseitigen Spitzhelm. Das Hauptportal der Kirche ist rundbogig, hat profilierte Rahmungen und ist von einem Blendrahmen umgeben. Innen hat die Kirche einen rundbogigen Chorbogen.

## Ausstattung

### Bekenntnisgemälde
Wertvollstes Element der Ausstattung ist das sogenannte Bekenntnisgemälde. Es entstand wohl bereits im Jahr 1606 und wurde durch den Nürnberger Maler Andreas Herneisen geschaffen. In die Magdalenenkirche kam das Bild erst im Jahr 1892, als der Weinhändler Karl August Meuschel und seine Frau das Bild stifteten. Der Urheber des Bildes war lange Zeit umstritten, erst nach einer Restaurierung im Jahr 2012 konnte die Urheberschaft Herneisens bewiesen werden.
Ursprünglich war das Bild größer und wurde beschnitten, sodass es heute 125×223 groß ist. Es zeigt die Austeilung des Abendmahls durch Martin Luther und Philipp Melanchthon und ähnelt mit seinen Szenen aus dem evangelischen Gemeindeleben den Konfessionsbildern in Kasendorf und Schweinfurt. Als Empfänger des Abendmahles sind wohl der Kurfürst Joachim Ernst von Brandenburg-Ansbach und seine Frau Sophie zu identifizieren.

### Orgel
Eine Orgel ist in der Kirche seit dem Langhausneubau im Jahr 1683 nachgewiesen. Sie hatte insgesamt neun Register und stammte von einem unbekannten Instrumentenbauer. 1756 ersetzte man das Instrument, die neue Orgel, die in den Jahren 1803, 1825 und 1854 und 1872 repariert wurde, schuf Martin G. Singer aus Rothenburg. Einer Stiftung von Margarete Schloßnagel ist es zu verdanken, dass im Jahr 1886 das Instrument ausgetauscht wurde.
Die neue Orgel wurde von der Oettinger Firma Steinmeyer geschaffen. Im Jahr 1923 wurden die Orgelpfeifen teilweise ersetzt. Nach dem Zweiten Weltkrieg, 1955, baute die Firma Mann aus Marktbreit ein zehntes Register ein. 1964 wurde das Instrument auf die Westempore versetzt. Im Zuge der umfassenden Renovierung erhielt die Gemeinde im Jahr 1980 zum vierten Mal ein neues Instrument. Wiederum schuf die Firma Steinmeyer die Orgel. Sie hat zwei Manuale und 13 Register, das neugotische Prospekt von 1886 blieb erhalten.

### Glocken
Das Geläut der Marienkirche besteht aus drei Glocken. Als erste wurde im Jahr 1520 die Marienglocke erwähnt. Sie blieb bis zum Ersten Weltkrieg im Glockenstuhl hängen und musste dann eingeschmolzen werden. Eine zweite Glocke wurde im Jahr 1604 vom Nürnberger Gießer Christoph geschaffen. Diese wurde auch im Ersten Weltkrieg abgegeben. Erst 1925 vervollständigte die Gemeinde das Geläut, ehe die Glocken 1942 erneut eingeschmolzen wurden. Das heutige Geläut kam 1949 in die Kirche.
| Name                | Grundton | Gussjahr | Gewicht in Zentner | Inschrift |
| ------------------- | -------- | -------- | ------------------ | --- |
| Gnadenglocke        | fis      | 1949     | 16                 | „Auch wenn die Berge von ihrem Platz weichen und die Hügel zu wanken beginnen - meine Huld wird nie von dir weichen und der Bund meines Friedens nicht wanken, spricht der Herr, der Erbarmen hat mit dir.“ (Jesaja 54,10 ) |
| Christusglocke      | a        | 1949     | 11                 | „Jesus Christus ist derselbe gestern, heute und in Ewigkeit.“ (Hebräer 13,8 ) |
| Auferstehungsglocke | cis      | 1949     | 6                  | „Ich bin die Auferstehung und das Leben. Wer an mich glaubt, wird leben, auch wenn er stirbt“ (Johannes 11,25 ) |

### Weitere Ausstattung
Den Mittelpunkt des Chores bildet der Altar. Das Kruzifix im Mittelpunkt, das älteste Stück der Innenausstattung, wurde um 1480 geschaffen. Im Jahr 1720 wurde der Altaraufbau ersetzt. Knapp hundert Jahre später, 1817, erwarb die Gemeinde Buchbrunn bei der Versteigerung der Einrichtung des aufgelösten Ursulinenklosters in Kitzingen den mächtigen, zweisäuligen Aufbau. Links vom Altar ist ein farbig gefasstes und mit Maßwerk verziertes Sakramentshäuschen in die Wand eingelassen.
Aus der frühen Renaissance stammt der Taufstein mit seiner Stabwerkgliederung, der 1522 in die Magdalenenkirche kam. Die Inschrift „Sub d nicolo jeger primo plebano“ (Unter H[errn] Nikolaus Jäger, dem ersten Priester) weist auf den Stifter hin. Die Holzkanzel spendete Philipp Hartmann 1606, um an seine Eltern zu erinnern. 1855 brachte ein Würzburger Künstler Bilder der Evangelisten an der Kanzel an. Zeitgleich schuf der Maler Brechtlein Apostelbilder für die Nordempore.

## Pfarrer

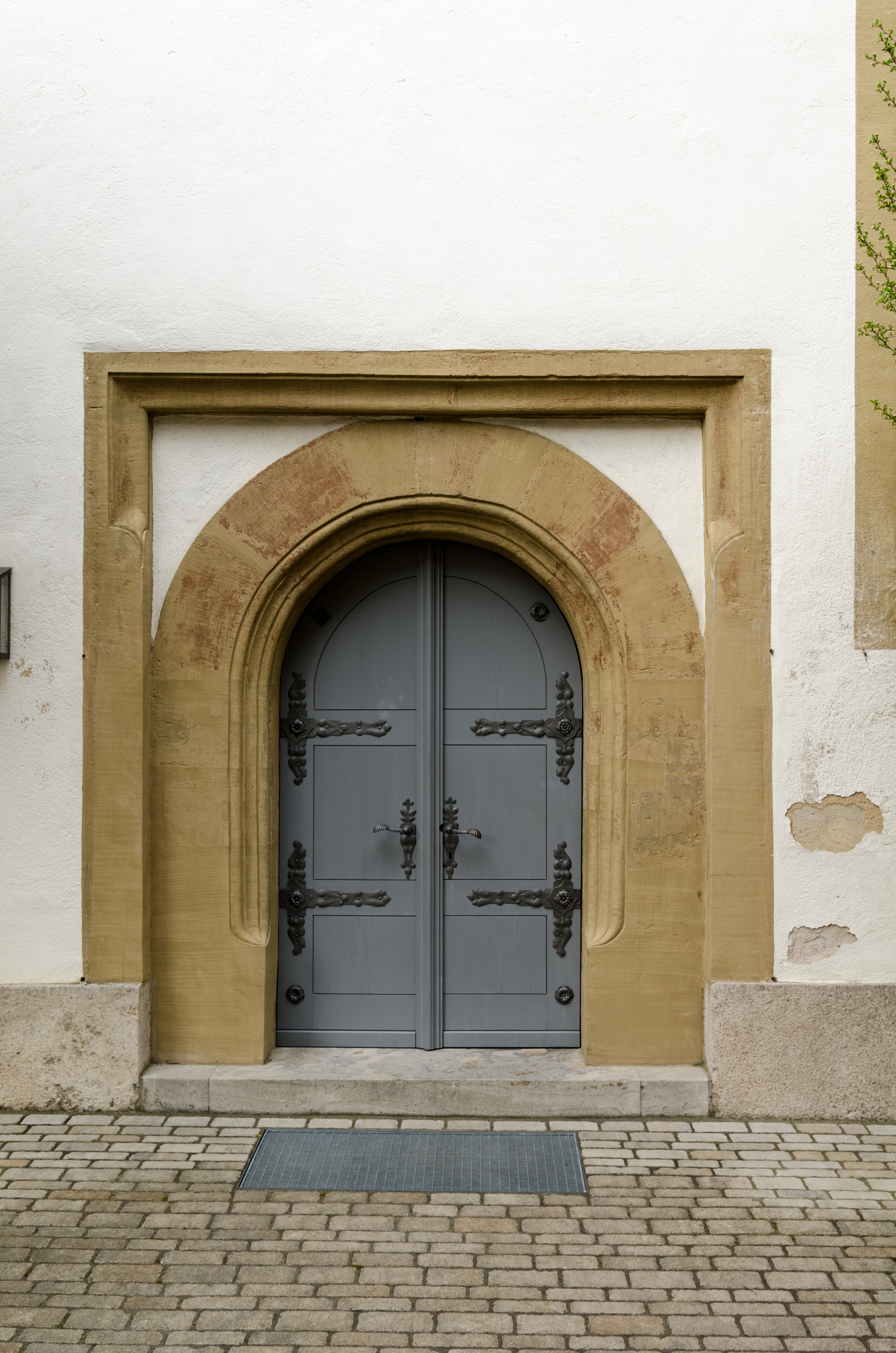
Das Hauptportal der Kirche

| Name                               | Amtszeit  | Anmerkungen |
| ---------------------------------- | --------- | --- |
| N. N.                              | 1470      | Buchbrunn, ein unbekannter Vikar aus Mainstockheim                                                                          |
| Nikolaus Jäger                     | 1506–1525 | erster Pfarrer von Buchbrunn, katholisch                                                                                    |
| Martin Korner                      | 1528      | erster evangelisch-lutherischer Pfarrer                                                                                     |
| N. N.                              | 1556      | wechselnde Pfarrer |
| Johannes Hartmann                  | 1556–1605 | insgesamt fast 50 Jahre Pfarrer in Buchbrunn, † mit 80 Jahren                                                               |
| Georg Wunderer                     | 1605–1617 | |
| Jesse Beck                         | 1618–1619 | anschließend Präfekt und Lehrer im Kloster Heidenheim                                                                       |
| Paulus Rauchbar                    | 1619–1629 | Flucht 1629 |
| Paulus Zapf                        | 1629–1631 | umstritten, 1632 gefangen genommen, nach Bamberg, Forchheim, Ingolstadt verschleppt                                         |
| N. N.                              | 1631–1666 | Gegenreformation, zeitweise nicht besetzt                                                                                   |
| Johann Heinrich Holl               | 1666–1677 | auch Hollius, Flucht 1673                                                                                                   |
| Johann Caspar Pistorius            | 1677–1702 | |
| Johann Carl Beyer                  | 1702–1731 | zuvor Pfarrer in Albertshofen, Rödelsee, † mit 73 Jahren in Buchbrunn                                                       |
| Johann Daniel Schmidt              | 1731–1748 | |
| Johann Albrecht Beuerlein          | 1748–1753 | † mit 37 Jahren |
| Johann Georg Andreas Hecht         | 1753–1768 | |
| Johann Christoph Lampert           | 1768–1809 | insgesamt über 40 Jahre in Buchbrunn, † mit 75 Jahren                                                                       |
| Johann Christian Clericus          | 1809–1818 | Gründer der Sonntags- und der Industrieschule 1816                                                                          |
| Johann Christoph Gottlieb Sebald   | 1818–1824 | |
| Georg Andreas Stepf                | 1824–1832 | Kehlkopfleiden, † mit 56 Jahren                                                                                             |
| Karl Friedrich Jakob Mayer         | 1832–1838 | * 1801, Taufe mit 18 Jahren, Hochzeit 1828, zuvor Vikar von Pfarrer Georg Andreas Stepf in Buchbrunn                        |
| Georg Ignaz Volkhardt              | 1838–1852 | letzter gemeinsamer Pfarrer von Buchbrunn und Repperndorf                                                                   |
| N. N.                              | 1852–1857 | Pfarrverweser |
| Ernst Paul Abraham Martin Nopitsch | 1857–1860 | zuvor Pfarrer in Buttenheim, † 1860 in Buchbrunn                                                                            |
| Johann Heinrich Salomo Winnerling  | 1860–1869 | * 1818, zuvor in Oberfranken Pfarrer, anschließend Pfarrer in Binzwangen                                                    |
| Erich Brachmann                    | 1869–1876 | * in Amorbach, anschließend Pfarrer in Joditz                                                                               |
| Johannes Zellfelder                | 1877–1886 | anschließend Pfarrer in St. Gumbertus, Ansbach                                                                              |
| N. N.                              | 1886–1888 | Pfarrverweser |
| Ernst Harleß                       | 1888–1892 | anschließend Pfarrer in Castell                                                                                             |
| Wilhelm Bauernfeind                | 1892–1914 | * 1859, Hochzeit 1894, zuvor Pfarrer in N. N., anschließend Pfarrer in Westheim, † 2. Mai 1935 in Kitzingen, = in Buchbrunn |
| Erich Hermann Wilhelm Erhard       | 1915–1929 | † 23. August 1945 in Kitzingen, = in Buchbrunn                                                                              |
| N. N.                              | 1929–1933 | verschiedene Vikare und Pfarrer Matthes, Neuses am Berg                                                                     |
| Karl Stock                         | 1933–1940 | anschließend Pfarrer in Katzwang                                                                                            |
| Friedrich Gastroph                 | 1940–1950 | anschließend Pfarrer in Kempten und München                                                                                 |
| Edgar Scholtes                     | 1950–1961 | * in Siebenbürgen |
| Hans-Joachim Baumgardt             | 1962–1971 | * in Breslau, zuvor Stadtvikar von Würzburg, anschließend zum 1. Januar 1971 Pfarrer in Hammelburg                          |
| Ernst Schmidt                      | 1972–1979 | |
| nicht versehen                     | 1980–1982 | Vakanz |
| Martin Steinbach                   | 1983–1991 | |
| Michael Bausenwein                 | 1991–2003 | |
| Georg Salzbrenner                  | 2004–2008 | |
| Doris Bromberger                   | 2009–     | |